# 塔霍夫
塔霍夫是捷克的城鎮，位於該國西部姆熱河畔，距離首府比爾森55公里，由比爾森州負責管轄，面積40.85平方公里，海拔高度483米，2006年人口13,017。

## 外部連結
- Official website (in Czech) （页面存档备份，存于）
- Tachov （页面存档备份，存于） (in English)
- Unofficial but informative website with photo gallery (in Czech) （页面存档备份，存于）
- History
- Portal for this area (in Czech) （页面存档备份，存于）